# Saint-Georges-les-Landes
Saint-Georges-les-Landes, okzitanisch Sent Jòrge las Landes, ist eine französische Gemeinde im Département Haute-Vienne in der Region Nouvelle-Aquitaine. Sie gehört zum Arrondissement Bellac und zum Kanton Châteauponsac. 

## Lage
Die Gemeinde Saint-Georges-les-Landes liegt an der Grenze zum Département Indre, 37 Kilometer nordöstlich von Bellac. Das Gemeindegebiet wird vom Fluss Bel Rio durchquert, der hier auch als Ruisseau de l’Étang de Puy Laurent bezeichnet wird. Saint-Georges-les-Landes grenzt im Nordosten an La Châtre-Langlin, im Osten an Les Grands-Chézeaux, im Südosten an Saint-Sulpice-les-Feuilles, im Südwesten an Mailhac-sur-Benaize und im Westen und Nordwesten an Cromac.

## Geschichte
Frühere Ortsnamen waren Saint Georges de Fontanet (1095), Saint Georges la Terre aux Feuilles (1402) und Saint Georges les Landes (1524).

### Bevölkerungsentwicklung

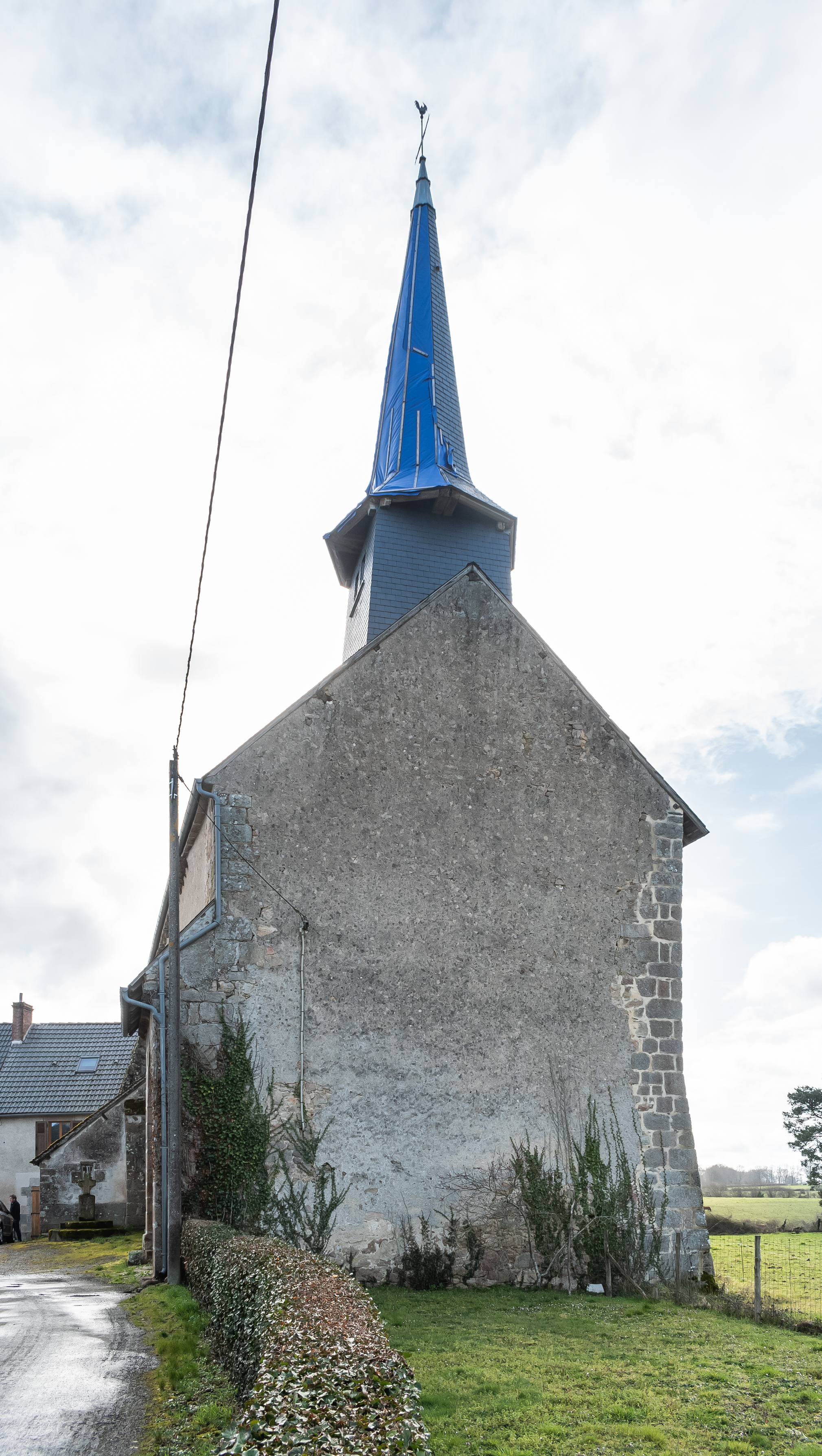
Kirche Saint-Georges

| Jahr                       | 1962 | 1968 | 1975 | 1982 | 1990 | 1999 | 2008 | 2013 | 2020 |
| Einwohner                  | 447  | 407  | 400  | 350  | 293  | 255  | 251  | 240  | 235  |
| Quellen: Cassini und INSEE |      |      |      |      |      |      |      |      |      |